# Evreii din Turda
Evreii din Turda au constituit un factor important la dezvoltarea vieții economice, comerciale și bancare a orașului. Un număr destul de mare erau posesori de pământ, de mori, fabrici. Multe persoane au participat la viața politică, administrativă și culturală a orașului și județului. O parte a evreilor turdeni erau comercianți, alții lucrau ca muncitori în fabrici și ateliere. Erau și intelectuali, cu titluri academice. 

## Istoric
Datorită statutului de oraș cu caracter minier, existau restricții de stabilire a evreilor în regiunile miniere, introduse în 1693-1700 de autoritățile imperiale austriece. Turda conta ca regiune minieră (exploatări de sare). 
Cea mai veche atestare documentară a existenței unui evreu în Turda datează din anul 1775. Accesul evreilor în Turda este liberalizat doar după 1850, când restricțiile de stabilire în oraș se ridică treptat, anularea lor formală făcându-se printr-un decret imperial în ianuarie 1860. 
Dacă în 1850 sunt înregistrați la Turda doar 6 evrei, numărul lor crește în 1857 la 65, iar (după emanciparea civilă din 1867) la recensământul din 1869-1870 se înregistrează tot mai multe persoane. Comunitatea din Turda a fost reprezentată la consfătuirea reprezentanților comunităților mozaice din Transilvania din 10 mai 1866, de Saul Blumenfeld. 
Populația evreiască număra 175 persoane (48 familii) în 1866; 203 persoane (2,1% din totalul populației orașului) în 1870; 326 persoane (3,5%) în 1900; 482 persoane (3,5%) în 1910; 852 persoane (4,2%) în 1930 și 726 persoane (2,2%) în 1940. Numărul persoanelor a crescut în anul 1942 la 1805, după ce evreii din zonele învecinate au fost concentrați în Turda. 
După ce li s-a permis accesul în oraș, evreii se stabilesc în zona centrală a Turzii. Principalele străzi pe care locuiau erau actualele străzi M.Eminescu (unde se află și sinagoga nouă), Dr.Ioan Rațiu, Avram Iancu, N.Iorga, Ec.Teodoroiu, Dragalina și G.Barițiu.
Primul rabin al comunității a fost Fülöp Wesel, care a fost ales în anul 1865 și a activat 33 ani. În perioada anterioară alegerii lui, în Turda a funcționat numai un locțiitor de rabin, care ceremonia rugăciunile și efectua circumciziile. Timp de trei ani după moartea rabinului Fülöp Wesel, postul de rabin al Turzii a rămas vacant. După acest interval, a fost numit Ben-Zion Albert Wesel, fiul lui, care era rabinul comunității mozaic-ortodoxe din Brașov. Acesta era considerat unul dintre cei mai respectați rabini din țară, conducator de ieșiva, care începând din anul 1932 va îndeplini funcția de președinte al biroului central al comunităților mozaic-ortodoxe din Transilvania. Ben-Zion Albert Wesel a activat între 1900-1938.
După 1938 locul lui Ben Zion Wesel ca rabin, director al importantei ieșive din Turda și președinte al tribunalului rabinic ortodox, l-a luat ginerele său, Iosif Adler. El a fost până în 1940 și iarăși după august 1944, conducătorul centralei comunităților mozaice ortodoxe din Transilvania. În 1950 el a emigrat în Israel, unde a făcut parte din conducerea mișcării religioase Agudat Israel.
Printre familiile vechi de evrei ale orașului sunt amintiți frații Jozsef și Nathan Salamon (mijlocitori de locuințe), Jozsef Schlesinger (plăpumar), frații Ferenc Lefkovits (fabricant de lumânări) și Benjamin Lefkovits (croitor și fabricant de confecții), Izsak Mozeș (căruțaș și comerciant), Loeb Mozeș (mijlocitor de locuințe), Rotstein David (fabricant de pipe) ș.a.
La începutul secolului al XX-lea s-au stabilit în Turda mai multe familii originare din proviciile imperiului austro-ungar.
Sinagoga veche, din care nu a mai rămas nici o urmă, se găsea pe locul unde astăzi este clădirea primăriei în Piața 1 Decembrie 1918. După primul război mondial, între anii 1921-1926, s-a construit sinagoga nouă de pe str.M.Eminescu nr.24-28, considerată pe atunci ca una dintre cele mai frumoase din țară. Cândva, în trecut, și aici a fost o sinagogă, construită în anul 1868, care a funcționat tot timpul, până la construirea noii sinagoge.
Comunitatea evreiască întreținea în anul 1938 o școală elementară de patru clase pe str.Avram Iancu nr.11. Director al școlii a fost Groszman Abraham. 
O intensă activitate era susținută de organizația de femei evreice din Turda, prezidată de către soția medicului Jozsef Reich. Funcționa în oraș și societatea Chevra Kadișa, care se ocupa de înmormântarea evreilor, președinte fiind Weinberger Mor. Datorită donației președintelui comunității, Lazar Simon, funcționau în oraș și clase de "talmud tora". Cei trei învățători de la „talmud tora” asigurau pregătirea în limba ebraică a copiilor din oraș. Lazar Simon a îndeplinit funcția de președinte al comunității evreiești timp de peste 35 de ani. Și familia Lazar Simon se număra printre familiile evreiești vechi ale Turzii. Un alt membru marcant al acestei familii, Mendel Lazar, a venit la Turda din Cornești (mijlocitor de locuințe) în Turda devenind la început mandatar al morii orășenești, împreună cu Salamon Farkas. La sfârșitul anilor 80 ai secolului al XIX-lea Mendel Lazar a înființat Fabrica de Bere și a cumpărat o moșie lângă oraș. 
În fruntea organizației sioniste din oraș s-a aflat avocatul Kassovitz Endre. 
Este interesant de semnalat că după terminarea primului război mondial, numărul evreilor din Turda a crescut rapid, depășind 250 de familii, dar la fel de rapid aceștia au părăsit Turda, așezându-se în alte orașe. Numărul evreilor în satele dimprejur s-a redus mult, încât a fost suficientă funcționarea a doar 3 sakteri (din ebraică - "shohtim" sau măcelari rituali), în timp ce înaintea primului război mondial pe același teritoriu funcționau 9 sakteri.
Comunitatea evreiască din Turda avea pe str.Albinii nr.4A o baie rituală (Mikve). Sakterul (măcelarul ritual al comunității) locuia pe str. M.Eminescu nr.13 (sau 15), vizavi de sinagogă.
În Cimitirul evreiesc, situat pe str. Al.I.Cuza, sunt înmormântate generații întregi de evrei. Cele mai vechi morminte se află în partea dreaptă (privind de sus), unde pietrele de mormânt, mai simple, în stilul epocii, au inscripții majoritatea în ebraică. Aici sunt mormintele de tip mausoleu ale rabinilor, în timp ce în stânga sunt mormintele mai noi, cu inscripții bilingve, ebraică-maghiară sau ebraică-română.
Dictatul de la Viena și cedarea Ardealului de Nord, au făcut ca la Turda, rămasă sub controlul României, să se concentreze temporar o populație evreiască numeroasă, provenită din transferarea aici de către autoritățile antonesciene a evreilor din localitățile mai mici, precum și sosirea unui număr de refugiați evrei din zonele care erau fost cedate Ungariei, și unde regimul pro-nazist din Ungaria aplicase în vara anului 1944 „soluția finală” preconizată de Hitler.
După crearea statului Israel în 1949, majoritatea locuitorilor evrei ai Turzii au emigrat în noul stat.
La recensământul din 2002 au mai fost înregistrați la Turda numai 10 evrei.

## Datinile evreilor din Turda
- Controlul celor dospite (Bedikat Hametz): cum în zilele Paștelui evreiesc (Pesah) dospiturile sunt complet interzise, orice casă evreiescă obișnuia în ajun să controleze în toate colțurile casei dacă nu cumva au rămas fărâmituri și resturi de la dospituri. Acest control era însoțit de murmurarea unei binecuvântari. Unii evrei obișnuiau chiar a pune înainte de Pesah fragmente de pâine dospită în diferite puncte ale casei, care erau adunate cu grijă la controlul dospiturilor și arse apoi în curte sau în grădină, în dimineața ajunului de Pesah.
- Purificarea vaselor (Hag'alat Kelim): înainte de Pesah toate vasele metalice de bucătărie erau trecute prin foc până la incandescență sau prin apă clocotită. Toate vasele de sticlă erau ținute în apă timp de 3 zile. Scopul era îndepărtarea oricărei rămășițe sau fărămituri de dospituri.
- Binecuvântarea Lunii (Birkat ha-Levaná): între ziua a 3-a si ziua a 15-a a fiecărei luni, evreii credincioși ieșeau să privească Luna, adresându-i o binecuvântare specială, numită Binecuvântarea Lunii.
- Alimentația kosher (kasher): evreii aveau voie să mănânce numai alimentele permise de Legea Mozaică, preparate de propriul lor măcelar. De exemplu, carnea de vită admisă era numai cea a vitelor cu copite despicate, care rumegau furaje, peștii permiși erau numai cei cu solzi și cu aripioare etc.
- Fructele (Isur Orlá și Kerem Revaí) obținute în primii 3 ani de la sădirea pomilor sau a viilor erau interzise. În al patrulea an, în mod simbolic, se “pierdea” o monedă,(răscumpărare - pidion - a fructelor care nu se puteau aduce ca ofrandă la Templul din Ierusalim) după care fructele se puteau mânca.
- Tichiile de pe cap (Kipá) erau confecționate din postav, din mătase sau erau croșetate. Tichiile acopereau capetele evreilor evlavioși, care, după credință, nu umblau cu capul gol (Ghilui Rosh). Tradiția evreiască nu permitea bărbaților să umble cu capul gol, mai ales la rugăciuni, în sinagogă, în timpul mâncării etc. Capul acoperit de kipá era un semn umil de recunoaștere a exisțentei Cuiva mai presus decât oamenii. După tradiția iudaică, doar fetele tinere își puteau arăta public părul. Femeile măritate își acopereau capul, fie cu o basma, fie cu o perucă (Peá Nokhrit).
- Aprinderea lumânărilor (Hadlakat Nerot): Femeile evreice aprindeau în fiecare vineri seară, după orele 18, lumânări, ceea ce conferea casei o atmosferă festivă. De obicei, se aprindeau două lumânări. Odată cu nașterea fiecărui copil în familie se adăuga câte o lumânare în plus. Aprinderea lumânărilor semnaliza începerea Shabat-ului.
- Sărbătorile evreiești (Haghim u-Moadim) se prăznuiau prin odihnă (munca fiind strict interzisă în acele zile), prin rugăciuni, prin mâncare, băutură și veselie.
- Perciunii - in idișul din Ungaria - Paisli (Peót ha-Rosh): în temeiul unui verset din Vechiul Testament (Leviticul 19,19) și a comentariului talmudic la tractatul Makot p.20, evreii credincioși de toate vârstele obișnuiau să lase să le crească părul lung la tâmple, numit românește perciuni sau in idisul din părțile Ungariei și Transilvaniei - paisli. Deoarece nu existau norme precise, fiecare lăsa să crească perciuni după voie.
- Cortul sau tabernacolul (Suká): cu ocazia sărbătorii de toamnă Sukot (care amintea de exodul evreilor din Egipt), evreii credincioși își făceau în curți un cort (la Turda corturile se făceau din stuf adus de pe malurile lacurilor din împrejurimile orașului, precum și din crengi de pomi), împodobit cu covoare, ghirlande de hârtii colorate, fructe și alte ornamente. Timp de 8 zile se mânca în mod obligatoriu în cort, iar cei mai pioși dormeau chiar în el.
- Botezul (circumcizia): Este un act de supunere a evreilor față de legea lui Moise, ca orice băiat nou-născut să fie tăiat-împrejur a opta zi după naștere (această datină a circumciziei băieților se numește în ebraică Brit-Mila). „Tăierea-împrejur” are semnificația unui botez, cu rol de legământ între Dumnezeu și om (deci are o altă semnificație decât botezul la creștini). Este botezul oficial al Vechiului Testament. La circumcizie se dă băieților numele ce-l vor purta toată viața. Fetelor nou-născute evreice li se dă numele la Aliá la-Torá în prima sâmbătă după nașterea lor (evenimentul este echivalent cu Brit-Milá).

## Galerie de imagini

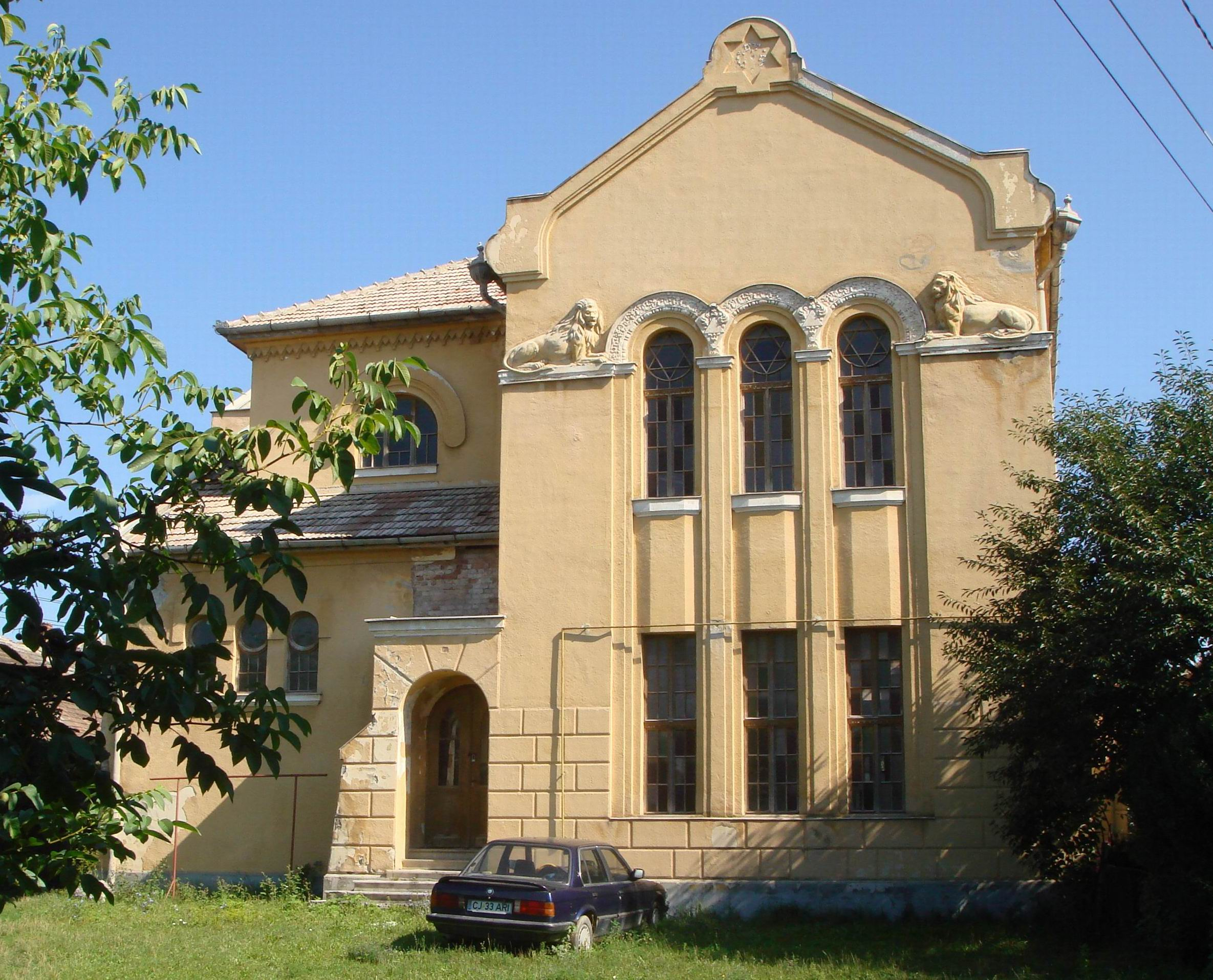
Sinagoga din Turda
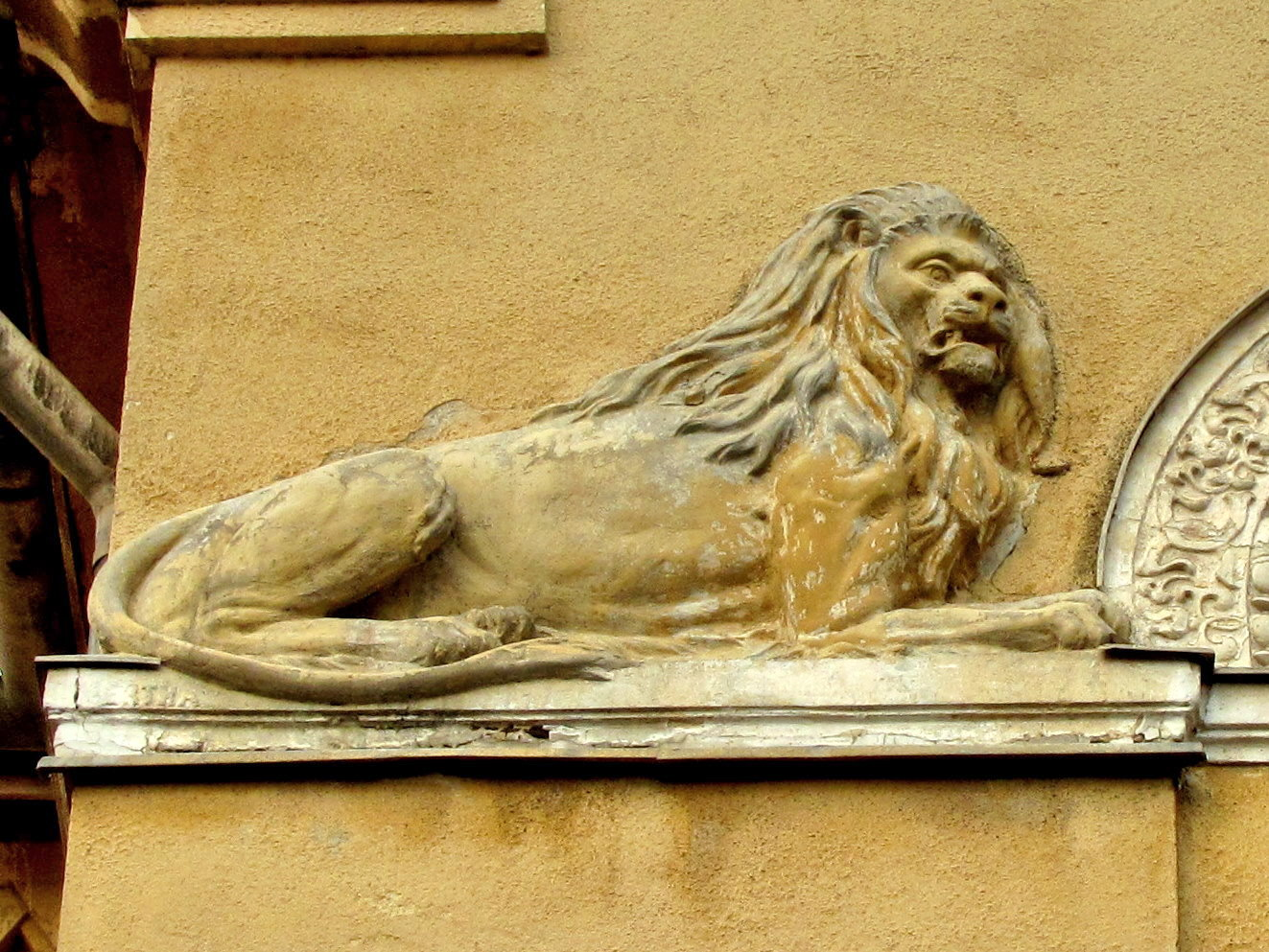
Sinagoga de cult mozaic ortodox Sinagogue (24 M.Eminescu Street)
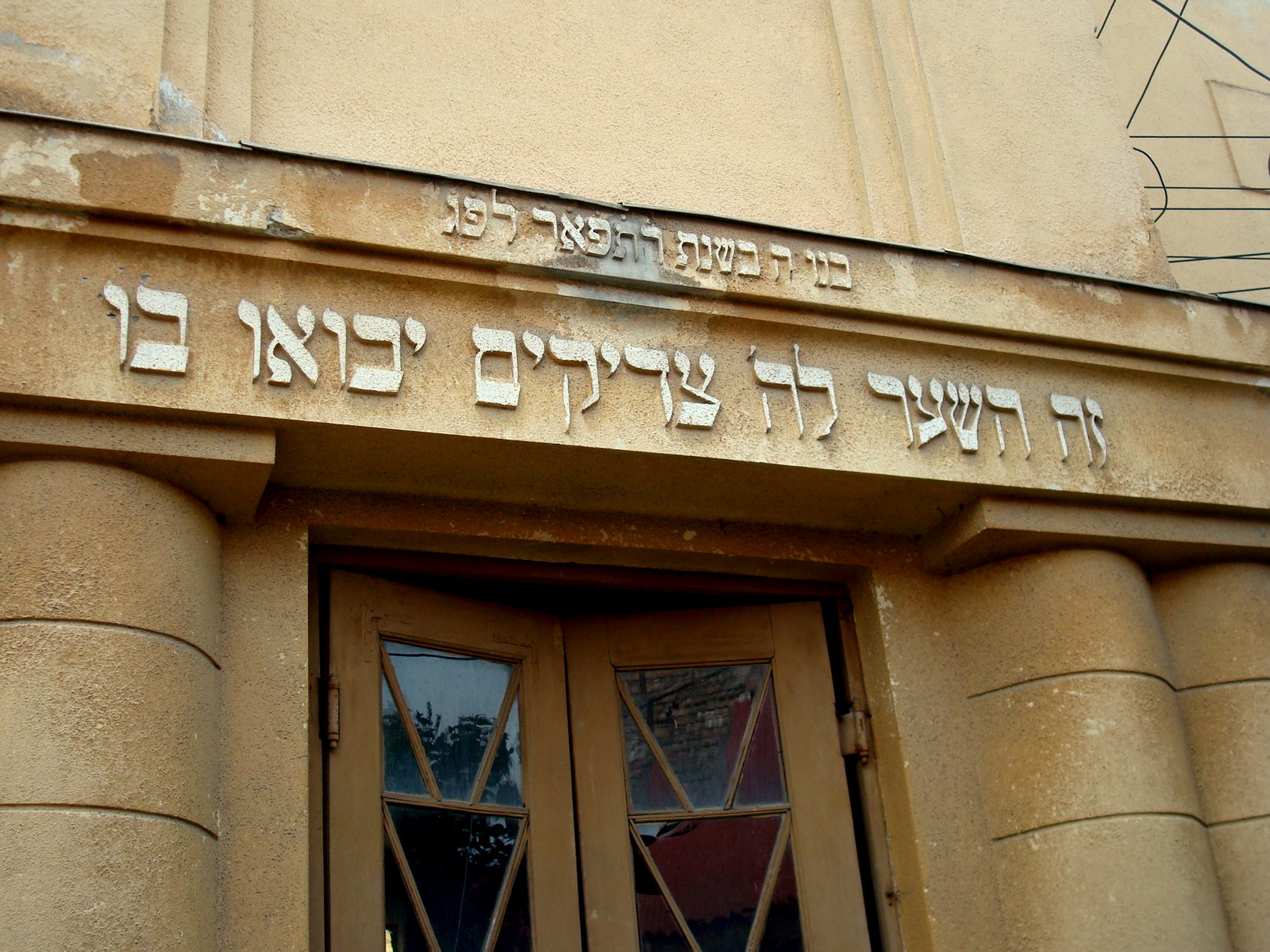
Sinagoga de cult mozaic ortodox Inscripţii ebraice Sinagogue (24 M.Eminescu Street)
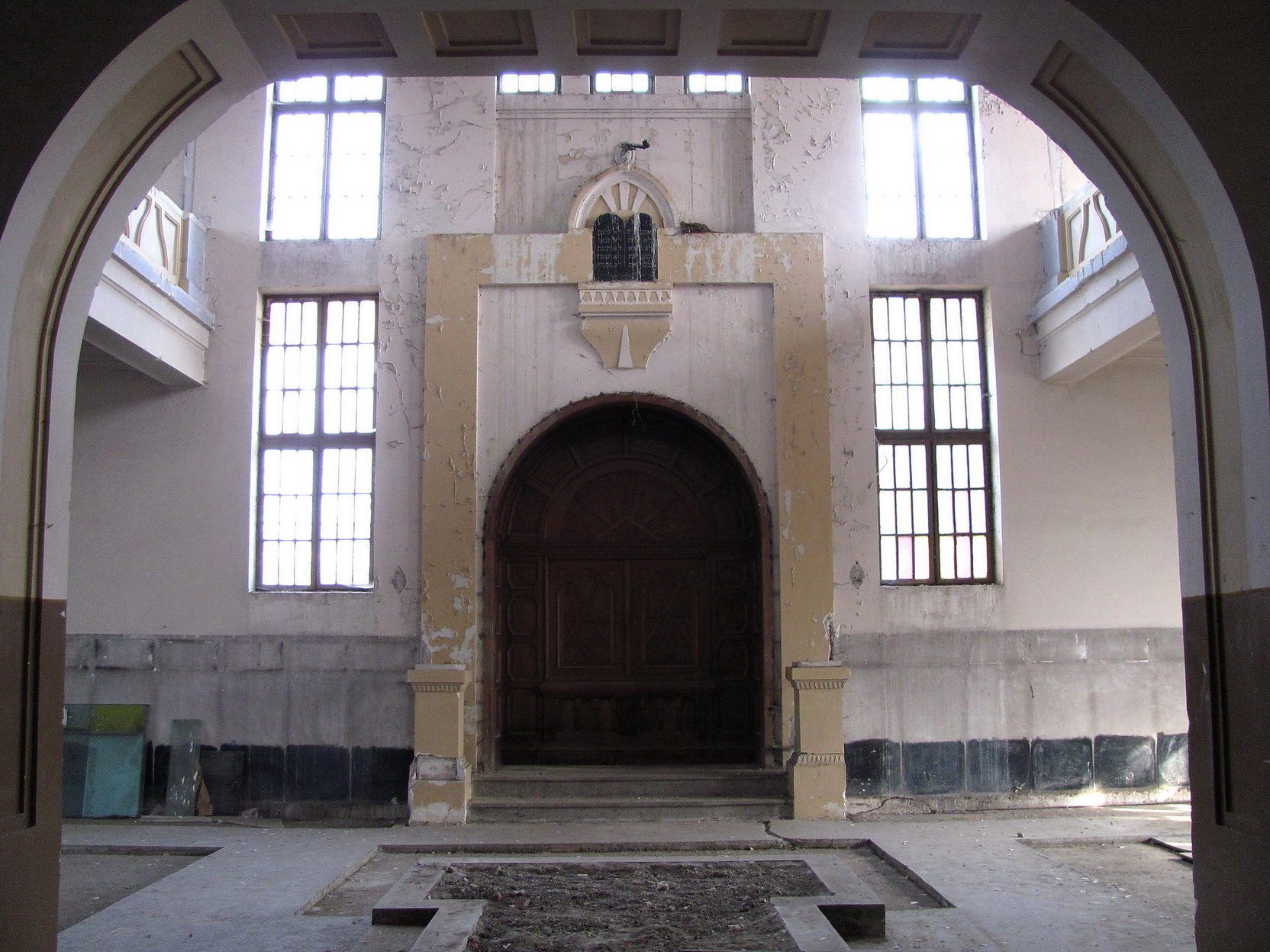
Sinagoga de cult mozaic ortodox Interior Sinagogue (24 M.Eminescu Street)
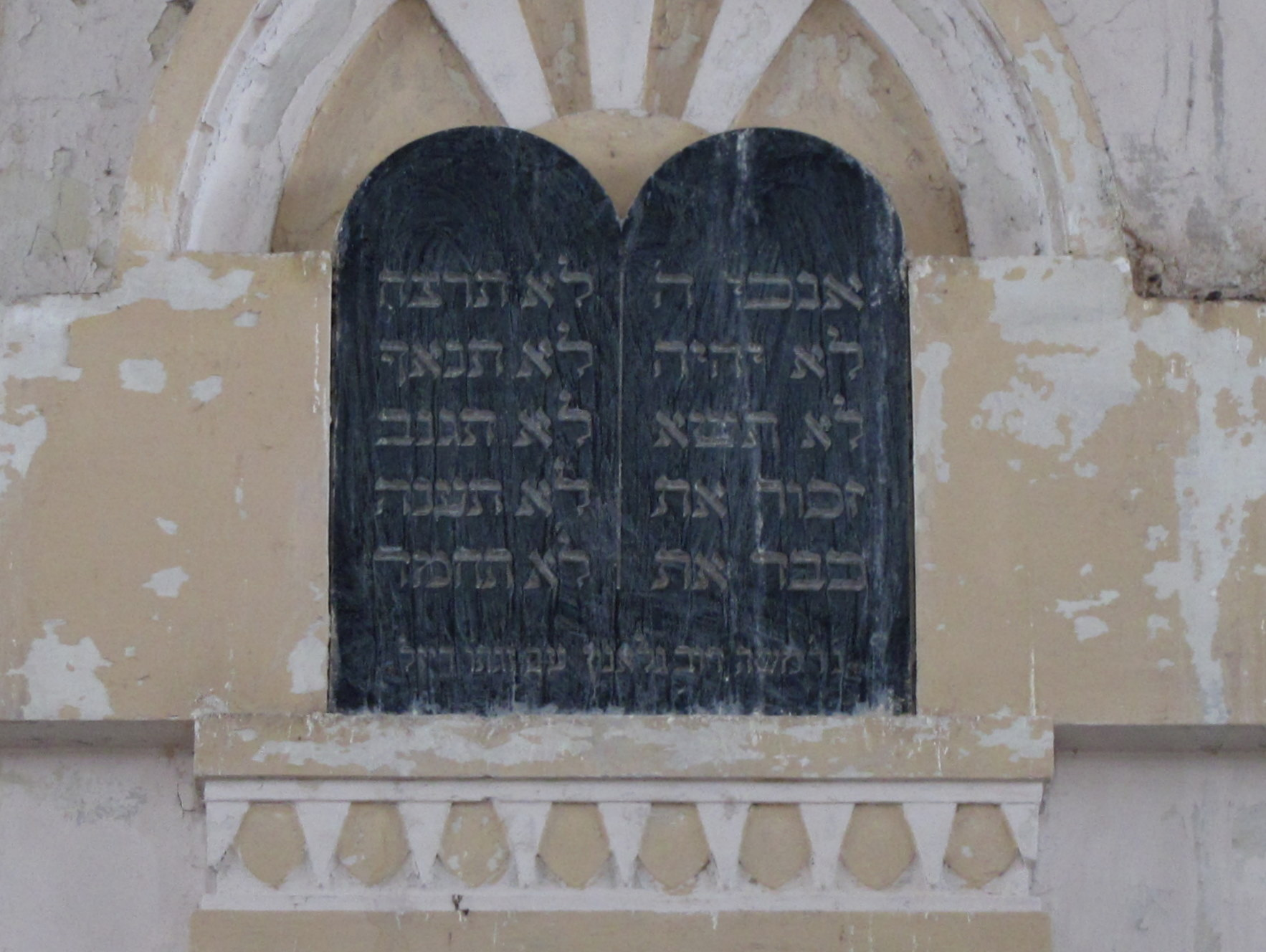
Sinagoga de cult mozaic ortodox Placa cu 10 porunci biblice (Str.M.Eminescu nr.24) Sinagogue Inscription (24 M.Eminescu Street)
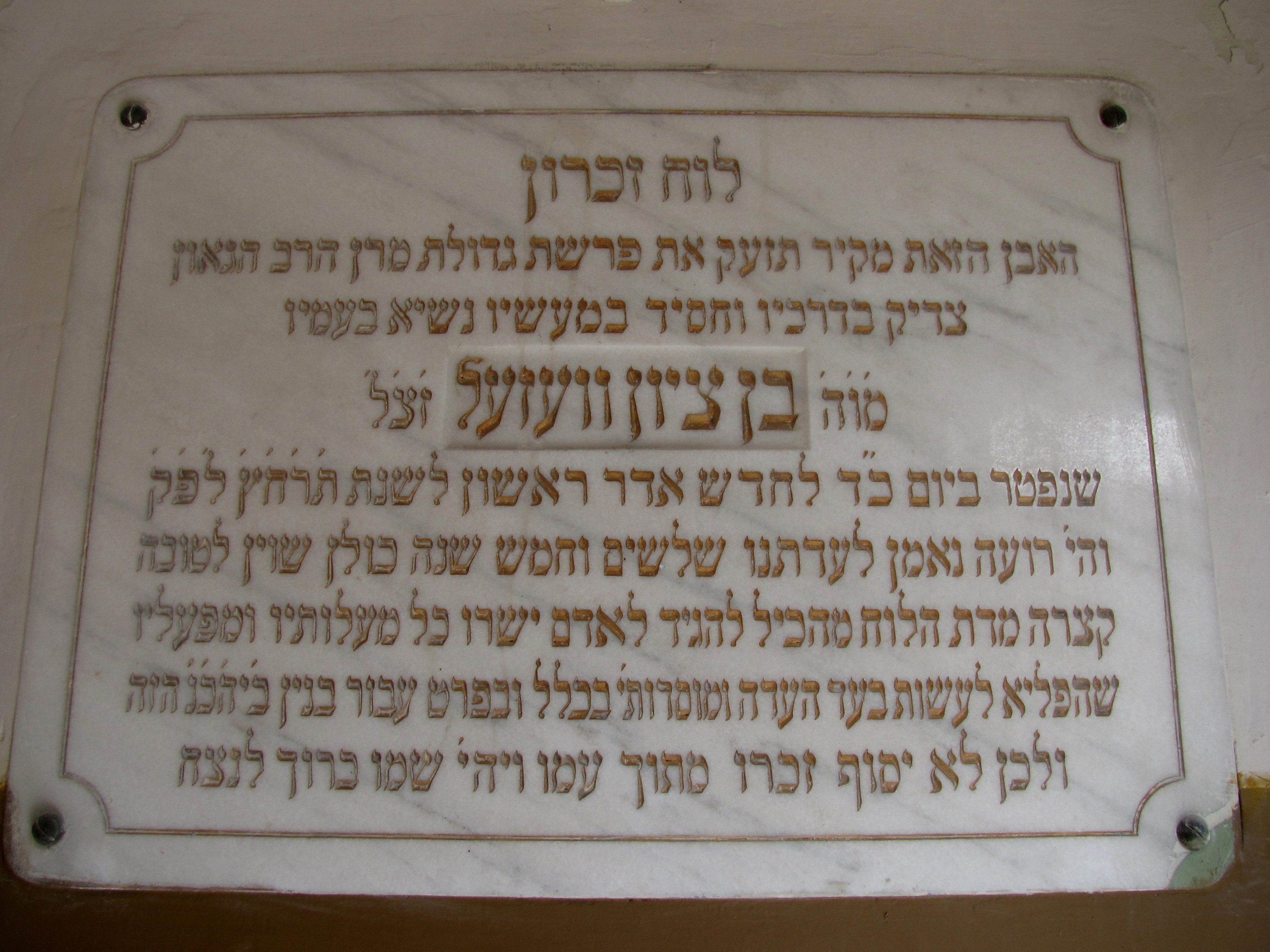
Sinagoga de cult mozaic ortodox Placă comemorativă (Str.M.Eminescu nr.24) Sinagogue (24 M.Eminescu Street)
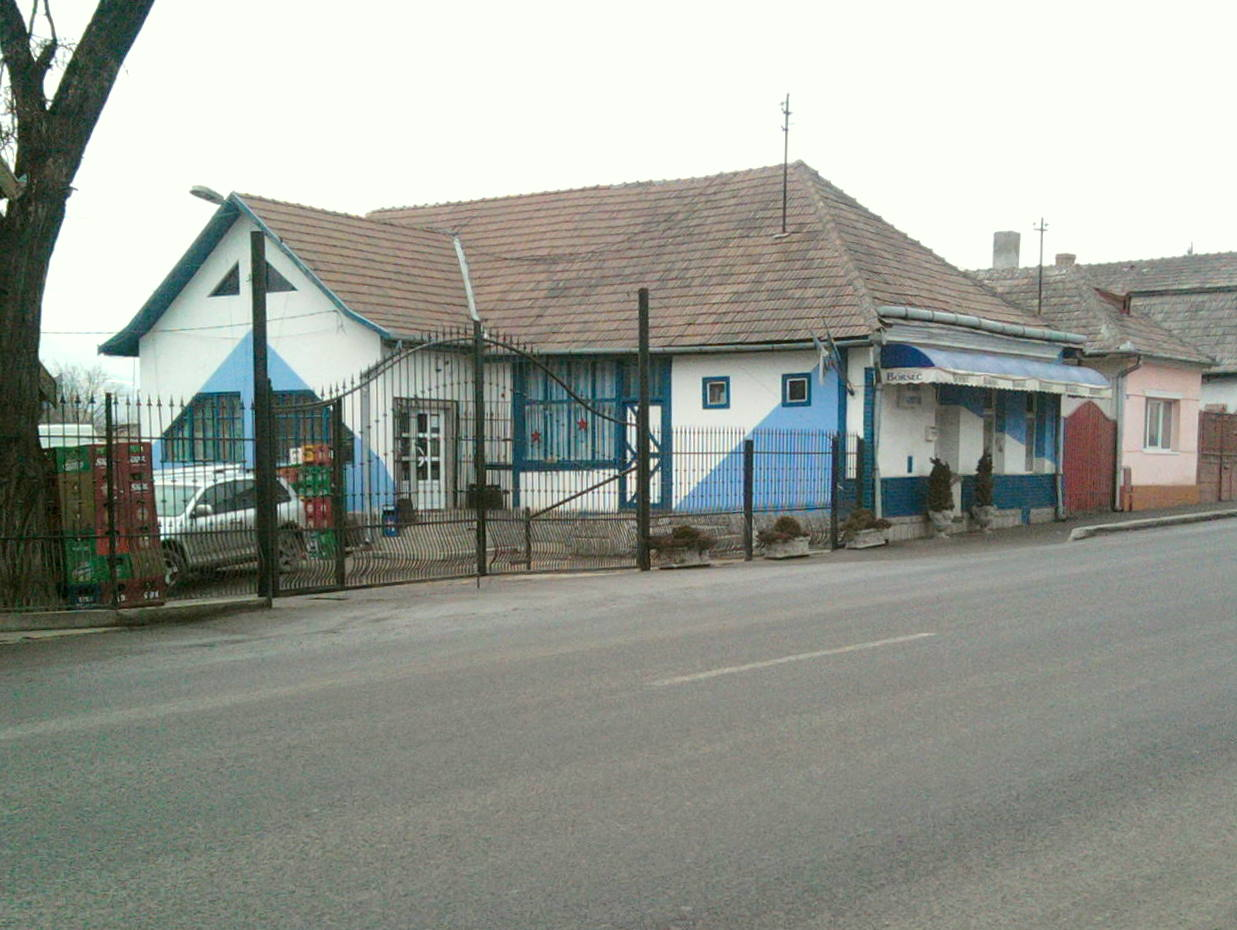
Casa demolata in anul 2010 (str. Avram Iancu nr.11)
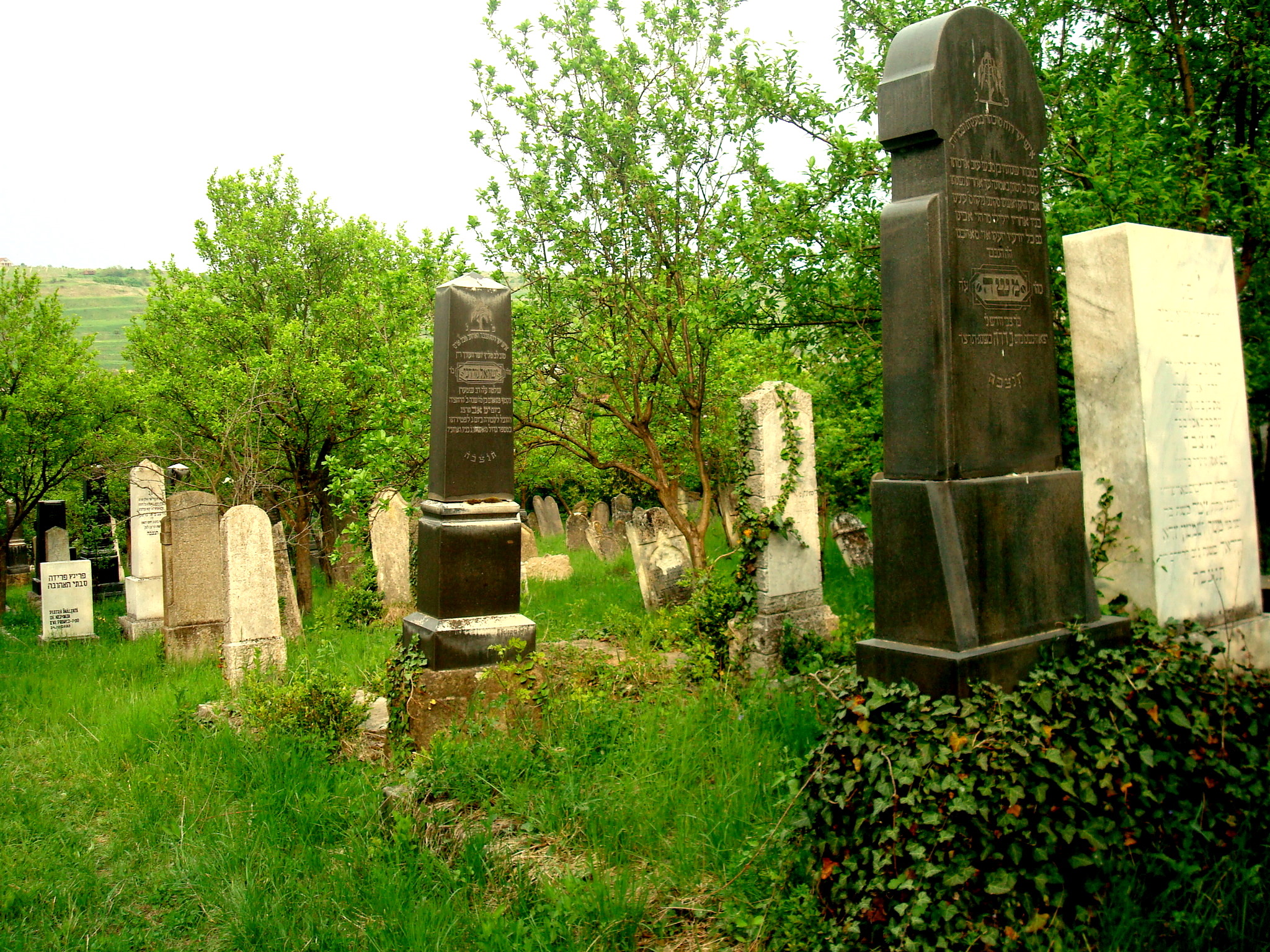
Imagine din cimitirul evreiesc din cartierul Turda Nouă

- Sinagoga de cult mozaic ortodox 
 Placa cu 10 porunci biblice 
 (Str.M.Eminescu nr.24) 
 Sinagogue 
 Inscription 
 (24 M.Eminescu Street)
- Sinagoga de cult mozaic ortodox 
 Placă comemorativă 
 (Str.M.Eminescu nr.24) 
 Sinagogue 
 (24 M.Eminescu Street)
- Casa demolata in anul 2010 (str. Avram Iancu nr.11)
- Imagine din cimitirul evreiesc din cartierul Turda Nouă